# Thalassoma ascensionis
Thalassoma ascensionis là một loài cá biển thuộc chi Thalassoma trong họ Cá bàng chài. Loài này được mô tả lần đầu tiên vào năm 1834.

## Từ nguyên
Từ định danh của loài cá này, ascensionis, được đặt theo tên của nơi mà mẫu gốc đã được thu thập, đảo Ascension.

## Phạm vi phân bố và môi trường sống
T. ascensionis có phạm vi phân bố ở Đông Nam Đại Tây Dương. Loài cá này chỉ được ghi nhận tại đảo Ascension, độ sâu sinh sống đến ít nhất là 30 m.

## Phân loại
Thalassoma newtoni có quan hệ họ hàng gần với T. ascensionis và Thalassoma sanctaehelenae. Loài T. ascensionis trước đây được cho là có mặt tại đảo Saint Helena, nhưng thực tế, quần thể tại hòn đảo này đã được xác định là T. sanctaehelenae. Ngoài ra, ghi nhận của T. ascensionis tại Sao Tome và Principe, cũng như tại Ghana và Congo thực chất là của loài T. newtoni.

### Trích dẫn
- G. Bernardi và đồng nghiệp (2004). "Evolution of coral reef fish Thalassoma spp. (Labridae). 1. Molecular phylogeny and biogeography" (PDF). Marine Biology. Quyển 144. tr. 369–375.
- D. Costagliola và đồng nghiệp (2004). "Evolution of coral reef fish Thalassoma spp. (Labridae). 2. Evolution of the eastern Atlantic species" (PDF). Marine Biology. Quyển 144. tr. 377–383.